# پروژه دانشگاهی ژاپن ۲۰۱۴
دانشگاه‌های برتر جهان (انگلیسی: Super Global Universities) پروژه‌ای است که بوسیلهٔ دولت ژاپن از سال ۲۰۱۴ آغاز شده است. دانشگاه توکیو اجرای این پروژه را عهده‌دار است.  هدف این پروژه، ارتقای سطح جهانی دانشگاه‌های دولتی و خصوصی کشور ژاپن است بگونه‌ای که به سطح رهبران علمی جهان راه یابند.

## تاریخچه
در سال ۲۰۰۹، وزارت آموزش، فرهنگ، ورزش، علم و فناوری ژاپن، برنامه‌ای را جهت تشویق دانشجویان خارجی برای تحصیل در دانشگاه‌های ژاپن آغاز کرد. این برنامه ۳۰ جهان نام داشت. ۱۳ دانشگاه ژاپن با ایجاد و ارائهٔ برنامه‌های سطح کارشناسی به زبان فقط انگلیسی، در این برنامه مشارکت کردند. در این برنامه تصور می‌شد که ارائه برنامه‌های آموزشی تنها مبتنی بر زبان انگلیسی، به تشویق دانشجویان خارجی برای ورود به دانشگاه‌های ژاپنی خواهد انجامید. در این برنامه، مطالعهٔ زبان ژاپنی اختیاری بود. این برنامه در سال ۲۰۱۴ به پایان رسید و با برنامهٔ دانشگاه‌های برتر جهان جایگزین شد.

## برنامه
این برنامه در زمان نخست‌وزیر شینزو آبه آغاز شد. هدفی که او برای اجرای این برنامه بیان کرده است، کمک به دانشگاه‌های ژاپن برای رسیدن به جمع ۱۰۰ دانشگاه برتر جهان است. اجرای این برنامه مستلزم استخدام استادان خارجی بیشتر و افزایش ورود دانشجویان خارجی به دانشگاه‌های ژاپن است. نخست وزیر شینزو آبه معتقد است، بنابر رتبه‌بندی دانشگاه‌های جهان کیواس مارتین اینس، تعداد دانشجویان خارجی در دانشگاه‌ها، در دستیابی به این هدف، نقش تعیین‌کننده خواهد داشت.